# Ігнацій Карпович

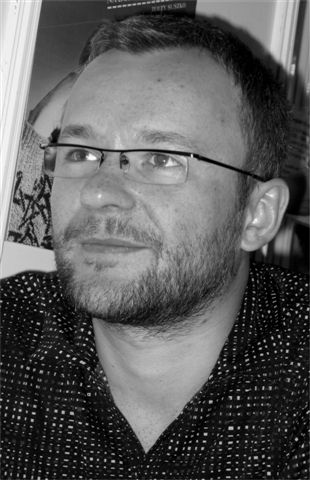
Ігнацій Карпович (2007)

Ігнацій Карпович (пол. Ignacy Karpowicz; нар. 1976 у Білостоці) — польський письменник, прозаїк, перекладач літератури, лауреат Паспорту «Політики» (2011) за роман Balladyny i romanse (Баладини і романси) (2010).

## Біографія
Перші роки життя провів у селі Случанка, потім разом з батьками переїхав до Білостоку. Закінчив I Загальноосвітній ліцей ім. Адама Міцкевича в Білостоці. Навчався на Міжінстутиційних індивідуальних гуманітарних студіях Варшавського університету. В основному, займався іберистикою та африканістикою.
У 2006 видавництво Czarne видало його дебютний роман Niehalo, за котрий Карповича було номіновано на Паспорт «Політики». У 2007 з'явився його другий роман Cud (Диво). Роман Gesty (Жести) у 2009 став фіналістом літературної нагороди «Ніке». У жовтні 2010 коштом Літературного видавництва було видано черговий роман Balladyny i romanse (Баладини і романси), що був фіналістом літературної нагороди «Ніке» 2011, а також приніс своєму автору Паспорт «Політики» 2010. Роман Ości (Кістки) був фіналістом літературної нагороди «Ніке» 2014, а також отримав нагороду як вибір читачів. Роман Sońka (Сонька) був фіналістом літературної нагороди «Ніке» 2015.
Ігнацій Карпович також перекладає художню літературу з англійської, іспанської та амхарської мов.

## Творчість
- Niehalo (Czarne 2006)
- Cud (Диво) (Czarne 2007)
- Nowy Kwiat Cesarza (Нова квітка імператора) (Національний видавничий інститут, 2007)
- Gesty (Жести) (Літературне Видавництво, 2008)
- Balladyny i romanse (Баладини і романси) (Літературне Видавництво, 2010)
- Ości (Кістки) (Літературне Видавництво, 2013)
- Sońka (Сонька) (Літературне Видавництво, 2014)

## Переклади творів іншими мовами

### Литовська
- Gestai (Gesty), переклад Казиса Усціли, Вага, 2011